# Jacqueline Dubrovich
Jacqueline Dubrovich (Paterson, 18 luglio 1994) è un'ex schermitrice statunitense, specialista del fioretto.

## Biografia
Di religione ebraica, è sposata con l'ex schermidore statunitense Brian Kaneshige, che è stato anche il suo allenatore.

## Carriera
Nel 2024 ha vinto la medaglia d'oro alle Olimpiadi di Parigi nel fioretto a squadre, assieme alle connazionali Lee Kiefer, Lauren Scruggs e Maia Weintraub, sconfiggendo in finale l'Italia per 45-39.

## Palmarès
- Giochi olimpici

Parigi 2024: oro nel fioretto a squadre.
- Mondiali

Il Cairo 2022: argento nel fioretto a squadre.
Budapest 2019: bronzo nel fioretto a squadre.
- Campionati panamericani di scherma

Lima 2024: oro nel fioretto a squadre.
Lima 2023: argento nel fioretto a squadre.
Asunción 2022: argento nel fioretto a squadre; bronzo nel fioretto individuale.
Toronto 2019: oro nel fioretto a squadre.
- Giochi panamericani

Santiago del Cile 2023: oro nel fioretto a squadre.
Lima 2019: oro nel fioretto a squadre.